# Hypolytrum strictum
Hypolytrum strictum là loài thực vật có hoa trong họ Cói. Loài này được Poepp. ex Kunth mô tả khoa học đầu tiên năm 1837.